# Bryan García (calciatore 2001)
Bryan Jahir García Realpe, noto semplicemente come Bryan García (Río Verde, 18 gennaio 2001), è un calciatore ecuadoriano, centrocampista dell'Independiente del Valle.

## Caratteristiche tecniche
È un esterno offensivo.

## Carriera
Cresciuto nel settore giovanile del Ciudadelas del Norte, nel 2018 viene acquistato dall'Independiente del Valle dove gioca due stagioni nelle giovanili prima di passare all'Indep. Juniors, la squadra riserve, nella prima metà del 2020. Integrato in prima squadra in estate, debutta con il club nerazzurro il 31 agosto giocando l'incontro di Categoría Primera A vinto 3-0 contro il Guayaquil City.

## Statistiche

### Presenze e reti nei club
Statistiche aggiornate al 2 dicembre 2020.
| Stagione        | Squadra                 | Campionato      | Campionato | Campionato | Coppe nazionali | Coppe nazionali | Coppe nazionali | Coppe continentali | Coppe continentali | Coppe continentali | Altre coppe | Altre coppe | Altre coppe | Totale | Totale |
| Stagione        | Squadra                 | Comp            | Pres       | Reti       | Comp            | Pres            | Reti            | Comp               | Pres               | Reti               | Comp        | Pres        | Reti        | Pres   | Reti   |
| --------------- | ----------------------- | --------------- | ---------- | ---------- | --------------- | --------------- | --------------- | ------------------ | ------------------ | ------------------ | ----------- | ----------- | ----------- | ------ | ------ |
| 2020            | Indep. Juniors          | B               | ?          | 1          |                 | -               | -               |                    | -                  | -                  |             | -           | -           | ?      | 1      |
| 2020            | Independiente del Valle | A               | 10         | 0          | CE              | 0               | 0               | CL                 | 3                  | 0                  |             | -           | -           | 13     | 0      |
| Totale carriera | Totale carriera         | Totale carriera | 10+        | 1          |                 | 0               | 0               |                    | 3                  | 0                  |             | -           | -           | 13+    | 1      |